# Jean-Pierre Rehm
Pour les articles homonymes, voir Rehm.
Jean-Pierre Rehm est un critique cinématographique français, délégué général du FIDMarseille de 2002 à 2022.

## Biographie
Après des études de lettres modernes et de philosophie, Jean-Pierre Rehm se consacre à plusieurs activités : enseignement de l'histoire et de la théorie des arts et du cinéma, commissariat d'expositions, rédaction de monographies, collaboration aux Cahiers du cinéma.
À partir de 2002, il exerce les fonctions de délégué général du FIDMarseille.
L'organe de presse indépendant marseillais Marsactu a publié le 27 février 2019 une enquête autour des conditions de travail au sein du festival. Les employé(e)s y dénoncent des colères, des SMS « douteux » et des accès de violence de la part de Jean-Pierre Rehm.
En 2022, il quitte la direction du Fid. 

## Publications
- Françoise Quardon, Summer is ready when you are, textes de Caroline François et Jean-Pierre Rehm, Éditions Joca Seria, 1995
- Calais, Frac Champagne-Ardennes, 1997
- Tsaï Ming-liang, avec Olivier Joyard et Danièle Rivière, Dis Voir, 1999
- Jean-Baptiste Bruant, avec Mathieu Capel, Hyx, 2003
- Fabrice Lauterjung, Éditions ADERA, 2007